# Liste der Biografien/Hasl
Liste der Biografien |
Portal Biografien |
Personensuche
# |
A |
B |
C |
D |
E |
F |
G |
H |
I |
J |
K |
L |
M |
N |
O |
P |
Q |
R |
S |
T |
U |
V |
W |
X |
Y |
Z |
?
 
Ha |
Hd |
He |
Hi |
Hj |
Hk |
Hl |
Hm |
Hn |
Ho |
Hr |
Hs |
Ht |
Hu |
Hv |
Hw |
Hy
 
Haa |
Hab |
Hac |
Had |
Hae–Haf |
Hag |
Hah |
Hai |
Haj |
Hak |
Hal |
Ham |
Han |
Hao |
Hap |
Haq |
Har |
Has |
Hat |
Hau |
Hav |
Haw |
Hax |
Hay |
Haz
 
Hasa |
Hasb |
Hasc |
Hasd |
Hase |
Hasf |
Hasg |
Hash |
Hasi |
Hasj |
Hask |
Hasl |
Hasm |
Hasn |
Haso |
Hasp |
Hasq |
Hass |
Hast |
Hasu |
Hasv |
Hasw |
Hasz
Die Liste der Biografien führt alle Personen auf, die in der deutschsprachigen Wikipedia einen Artikel haben. Dieses ist eine Teilliste mit 157 Einträgen von Personen, deren Namen mit den Buchstaben „Hasl“ beginnt.

## Hasl
- Hasl, Lothar (* 1957), deutscher Redakteur, Kabarettist, Kommunikationschef des Südwestrundfunks

### Hasla
- Haslam, Anna (1829–1922), irische Suffragette und Feministin
- Haslam, Annie (* 1947), britische Rocksängerin und TexterinAnnie Haslam (* 1947)

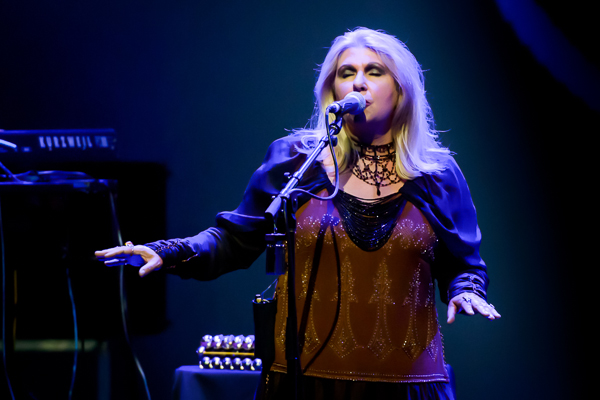
Annie Haslam (* 1947)

- Haslam, Bill (* 1958), US-amerikanischer Politiker
- Haslam, Chris (* 1974), englischer Basketballspieler
- Haslam, Chris (* 1980), kanadischer Skater und Bassspieler
- Haslam, Eleanor (* 1939), kanadische Sprinterin und Mittelstreckenläuferin
- Haslam, George (* 1939), britischer Baritonsaxophonist und Musikproduzent
- Haslam, Harry (1883–1955), englischer Hockeyspieler
- Haslam, Jimmy (* 1954), US-amerikanischer Unternehmer und Besitzer des American-Football-Teams Cleveland Browns
- Haslam, Juliet (* 1969), australische Hockeyspielerin
- Haslam, Leon (* 1983), britischer Motorradrennfahrer
- Haslam, Robert, Baron Haslam (1923–2002), britischer Ingenieur und Industrieller
- Haslam, Ron (* 1957), britischer Motorradrennfahrer
- Haslang, Alexander von († 1620), deutscher Feldherr und Hexenjäger
- Haslang, Georg Christoph von (1602–1684), Gesandter des Kurfürsten Maximilian I. von Bayern beim Westfälischen Friedenskongress in Münster und Osnabrück
- Haslanger, Sally (* 1955), US-amerikanische Philosophin
- Haslau, Georg Haslauer von, böhmischer Adeliger und Freihofbesitzer
- Haslauer, Grete (* 1936), österreichische Skirennläuferin
- Haslauer, Norbert (* 1957), österreichischer Fußballspieler
- Haslauer, Werner (1940–2019), österreichischer Politiker (Die Grünen)
- Haslauer, Wilfried junior (* 1956), österreichischer Politiker (ÖVP), LandtagsabgeordneterWilfried Haslauer junior (* 1956)

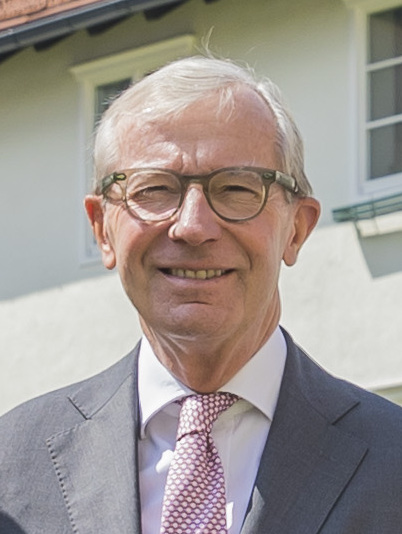
Wilfried Haslauer junior (* 1956)

- Haslauer, Wilfried senior (1926–1992), österreichischer Politiker (ÖVP), Landeshauptmann von Salzburg

### Haslb
- Haslbauer, Ilona (* 1956), Betroffene eines bayerischen Justizirrtums
- Haslbeck, Barbara (* 1972), deutsche Pastoraltheologin
- Haslbeck, Günter (* 1966), deutscher Fußballspieler
- Haslberger, Franz (1914–1939), deutscher Skispringer
- Haslberger, Maximilian (* 1984), amerikanisch-deutscher Filmregisseur
- Haslberger, Wolfgang (* 1992), deutscher Fußballschiedsrichter

### Hasle
- Hasle, Anne Kari Lande (* 1946), norwegische Beamtin und Frauenrechtlerin
- Hasle, Henning (1900–1986), dänischer Politiker (Konservative Folkeparti), Mitglied des Folketing
- Hasle, Leif (* 1933), dänischer Schriftsteller
- Haslecker, Hannes (1921–2012), österreichischer Bildhauer
- Haslehner, Elfriede (1933–2025), österreichische Schriftstellerin
- Haslehner, Franz (1933–2019), österreichischer Politiker (ÖVP), Landtagsabgeordneter
- Haslehner, Tobias (* 2001), österreichischer American-Football-Spieler
- Haslem, John (1808–1884), englischer Künstler und Autor
- Haslem, Udonis (* 1980), US-amerikanischer Basketballspieler
- Hasler, Adrian (* 1964), liechtensteinischer Politiker, Regierungschef von Liechtenstein
- Hasler, Alexandra (* 1997), Schweizer Snowboarderin
- Hasler, Alfred (1934–2005), deutscher evangelischer Theologe und Pfarrer
- Häsler, Alfred A. (1921–2009), Schweizer Journalist und Schriftsteller
- Hasler, August Bernhard (1937–1980), Schweizer katholischer Theologe und Historiker
- Hasler, Bernhard (1884–1945), deutscher Maler, Grafiker und Zeichenlehrer
- Häsler, Berthold (1909–1982), deutscher Klassischer Philologe
- Häsler, Christine (* 1963), Schweizer Politikerin (GPS)
- Hasler, Christof d. J., Bürgermeister der Stadt Bozen
- Hasler, Daniel (* 1974), liechtensteinischer Fußballspieler
- Hasler, David (* 1990), liechtensteinischer Fußballspieler
- Hasler, Dietmar (* 1975), liechtensteinischer Politiker
- Hasler, Dominique (* 1978), liechtensteinische PolitikerinDominique Hasler (* 1978)

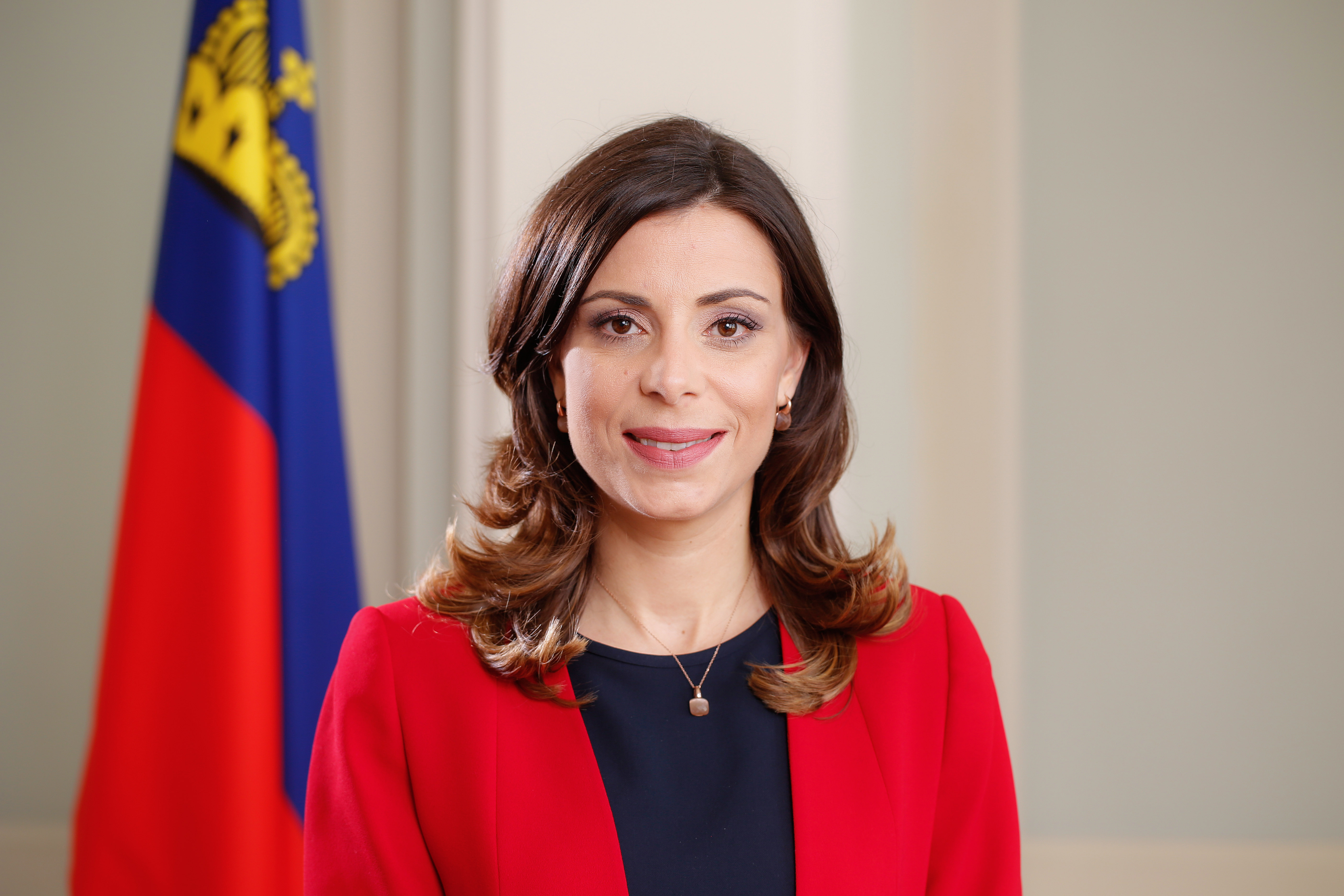
Dominique Hasler (* 1978)

- Hasler, Elfried (* 1965), liechtensteinischer Politiker
- Hasler, Emil (1901–1986), deutscher Szenenbildner
- Hasler, Erich (* 1956), liechtensteinischer Patentanwalt und Politiker
- Hasler, Ernst (* 1945), Schweizer Politiker
- Hasler, Ernst (* 1955), Liechtensteiner Sportjournalist
- Hasler, Eugen (* 1965), Schweizer Schwinger
- Hasler, Eveline (* 1933), Schweizer Schriftstellerin
- Hasler, Ewald (1932–2013), Liechtensteiner Radsportler
- Häsler, Gabriel (* 1980), Schweizer evangelischer Theologe und Musicalproduzent
- Hasler, Gabriele (* 1957), deutsche Sängerin, Multi-Instrumentalistin und Komponistin
- Hasler, Gregor (* 1968), Schweizer Psychiater
- Hasler, Günther (* 1951), liechtensteinischer Mittelstreckenläufer
- Hasler, Gustav (1877–1952), Schweizer Techniker und Industrieller
- Hasler, Gustav Adolf (1830–1900), Schweizer Techniker und Erfinder
- Hasler, Hanno (* 1979), liechtensteinischer Fussballspieler
- Hasler, Hansruedi (* 1947), Schweizer Fußballspieler, Fußballtrainer und Fußballfunktionär
- Häsler, Heiderose (* 1953), deutsche Filmemacherin, Journalistin und Autorin
- Häsler, Heinz (* 1930), Schweizer Mundartautor und Berufsoffizier
- Hasler, Herbert (1914–1987), britischer Militär und Einhand-Segler
- Hasler, Jakob (1825–1880), Schweizer Jurist und liberaler Politiker
- Hasler, Joachim (1929–1995), deutscher Regisseur, Drehbuchautor und Kameramann
- Hasler, Johann (* 1548), Schweizer Theologe und Mediziner
- Hasler, Johann (1859–1934), liechtensteinischer Politiker (FBP)
- Hasler, Johann Georg (1895–1976), liechtensteinischer Politiker (VU)
- Hasler, Johann Georg (1898–1976), liechtensteinischer Landwirt und Politiker (FBP)
- Hasler, Johannes (* 1982), liechtensteinischer Politiker (FBP)
- Hasler, Joseph (1900–1985), römisch-katholischer Bischof von St. Gallen
- Hasler, Julien (* 1989), liechtensteinischer Fussballspieler
- Hasler, Jürgen (* 1973), liechtensteinischer Skirennläufer
- Hašler, Karel (1879–1941), tschechischer Schauspieler, Sänger und Kabarettist
- Hasler, Lilian (* 1960), Liechtensteiner Künstlerin
- Hasler, Ludwig (* 1944), Schweizer Philosoph und Publizist
- Häsler, Luisa-Katharina (* 1989), deutsche Politikerin (CDU), MdBB
- Hasler, Lukas (* 1996), österreichischer Konzertorganist, Komponist, Chorleiter und Arrangeur von Orgeltranskriptionen
- Hasler, Marcus (* 1959), Schweizer Bergbahnmanager und Politiker (SVP, BDP)
- Hasler, Markus (* 1971), liechtensteinischer Skilangläufer
- Hasler, Melanie (* 1998), Schweizer Bobfahrerin
- Hasler, Nicolas (* 1991), liechtensteinischer FußballspielerNicolas Hasler (* 1991)

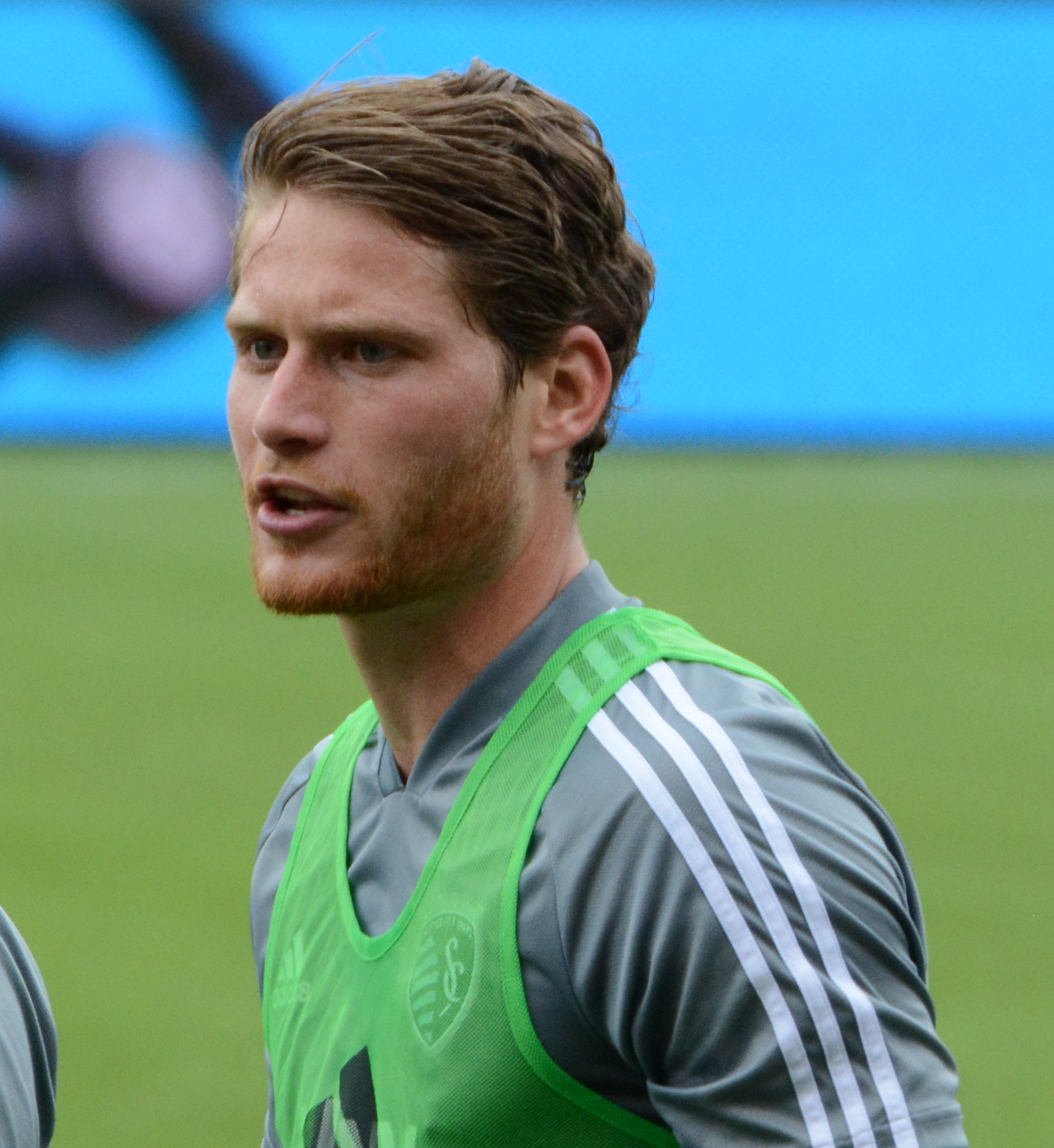
Nicolas Hasler (* 1991)

- Hasler, Otmar (* 1953), liechtensteinischer Politiker und Regierungschef des Fürstentums Liechtenstein
- Hasler, Patrick (* 1967), liechtensteinischer Skilangläufer
- Hasler, Rainer (1958–2014), liechtensteinischer Fussballspieler
- Hasler, Raymond (* 1984), deutscher Basketballspieler
- Häsler, Rolf (* 1962), Schweizer Jazzmusiker (Saxophon, Komposition)
- Häsler, Rudolf (1927–1999), Schweizer Maler
- Häsler, Sandro (* 1966), Schweizer Jazzmusiker (Trompete)
- Hasler, Sieghard (* 1938), österreichischer Politiker (SPÖ), Abgeordneter zum Nationalrat
- Hasler, Sonja (* 1967), Schweizer Moderatorin und Redaktorin
- Häsler, Sonja (* 1977), Schweizer Badmintonspielerin
- Hasler, Thomas (1851–1876), größter Bayer aller Zeiten
- Hasler, Victor (1920–2003), Schweizer evangelischer Geistlicher und Hochschullehrer
- Hasler, Werner (* 1969), Schweizer Jazztrompeter
- Hasler, Yvonne (* 1968), liechtensteinische Leichtathletin
- Haslet, Joseph (1769–1823), US-amerikanischer Politiker
- Haslett, Adam (* 1970), US-amerikanischer Schriftsteller
- Haslett, Caroline (1895–1957), britische Elektro-Ingenieurin
- Hasley, François-Edouard (1825–1888), französischer Bischof
- Hasley, Julien (1898–1971), französischer Autorennfahrer

### Haslh
- Haslhofer, Erwin (1927–2013), österreichischer Handwerker, Chemiearbeiter, Betriebsrat und Kommunalpolitiker
- Haslhofer, Norbert (* 1965), österreichischer Strafverteidiger und Rechtsanwalt

### Hasli
- Haslibacher, Hans († 1571), Landwirt, Prediger und Märtyrer der Berner Täufer
- Haslimann, Alexander (* 1974), Schweizer Projektmanagement-Spezialist, Dozent, Prüfungsexperte, Wirtschaftsinformatiker, Betriebswirtschafter und Politiker (SVP)
- Haslinde, Heinrich (1878–1938), deutscher Heimatdichter und Schriftsteller
- Haslinde, Heinrich (1881–1958), deutscher Politiker
- Haslingden, Bruce (1923–2007), australischer Skilangläufer
- Haslingen, Georg von (1852–1928), preußischer Generalleutnant
- Haslingen, Heinrich Tobias von (1649–1716), kaiserlicher Feldmarschall, Hofkriegsrat und Kommandant von Glogau
- Haslinger, Adolf (1933–2013), österreichischer Germanist und Anglist
- Haslinger, Carl (1816–1868), österreichischer Musikverleger und Komponist
- Haslinger, Carl (1892–1974), österreichischer Sänger, Liederautor und Conferencier
- Haslinger, Caspar (1858–1921), bayerischer Wilderer
- Haslinger, Erich (1882–1956), deutscher Jurist, Unternehmer und Industrieller
- Haslinger, Franziska (* 1936), deutsche Künstlerin, Vertreterin der Konkreten Kunst
- Haslinger, Gerhard (* 1963), österreichischer Politiker (FPÖ), Landtagsabgeordneter und Gemeinderat in Wien
- Haslinger, Gotthard (1679–1735), österreichischer Abt und Hochschullehrer
- Haslinger, Herbert (* 1961), deutscher römisch-katholischer Theologe, Hochschullehrer
- Haslinger, Hermann (* 1952), österreichischer Autor, Maler und Grafiker
- Haslinger, Hildegarde (1898–1976), deutsche Ärztin
- Haslinger, Ingrid (* 1956), österreichische Historikerin und Autorin
- Haslinger, Johann, österreichischer Extremsportler
- Haslinger, Johann (1869–1914), deutscher Politiker (BBB), MdL
- Haslinger, Josef (1889–1974), österreichischer Politiker (ÖVP), Landtagsabgeordneter
- Haslinger, Josef (* 1955), österreichischer SchriftstellerJosef Haslinger (* 1955)
- Haslinger, Karin (* 1959), deutsche Malerin

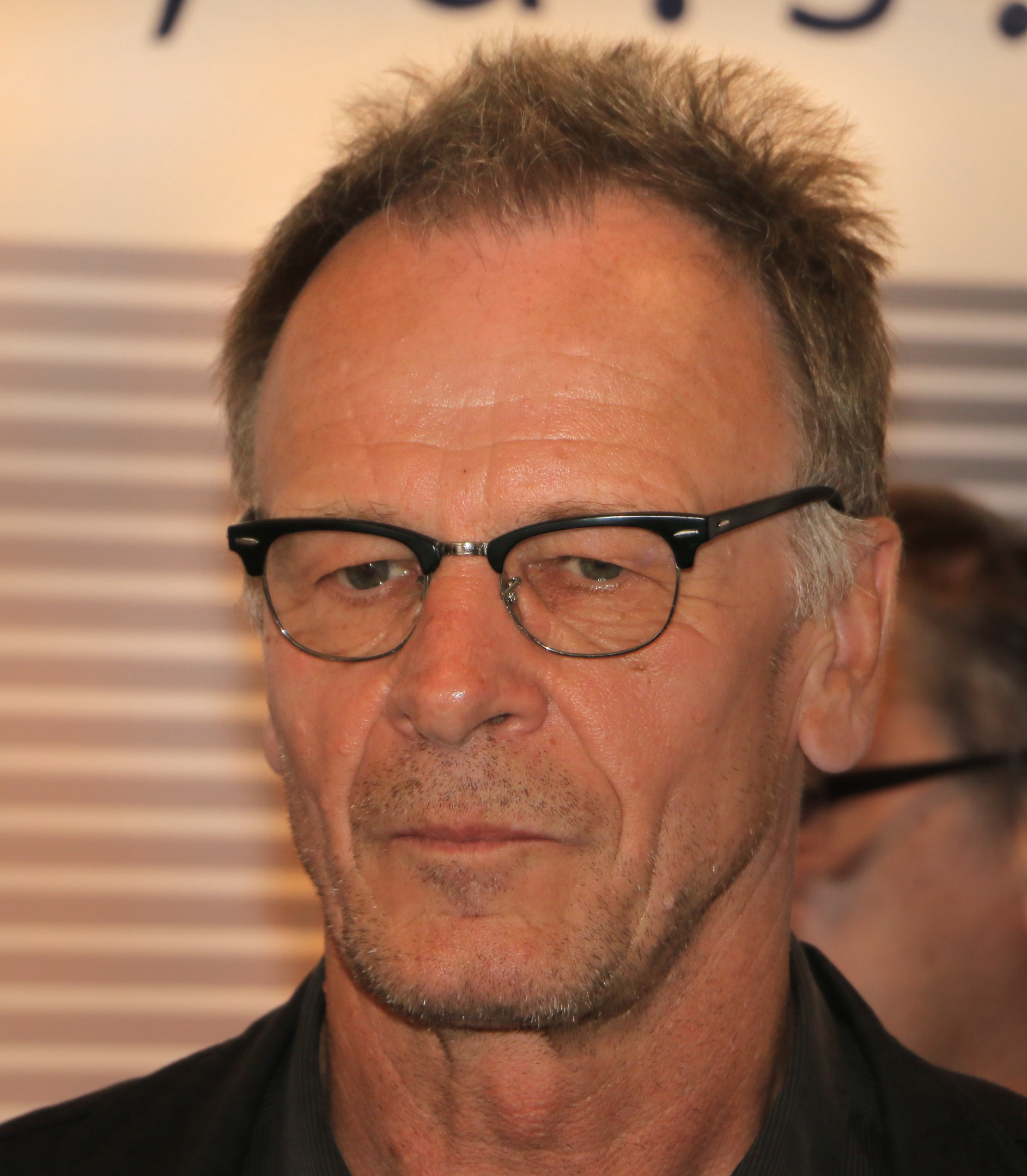
Josef Haslinger (* 1955)

- Haslinger, Koloman (1889–1944), österreichischer Urologe in Wien
- Haslinger, Michael (1906–1998), österreichischer Politiker (ÖVP), Präsident des Salzburger Landtages
- Haslinger, Oswald (1883–1935), deutscher Schifffahrtskaufmann
- Haslinger, Paul (* 1962), österreichischer Komponist
- Haslinger, Peter (* 1964), österreichischer Historiker
- Haslinger, Stewart (* 1981), englischer Schachgroßmeister
- Haslinger, Tobias (1787–1842), österreichischer Musikverleger und Komponist
- Haslinglehner, Johann (1811–1874), österreichischer Politiker
- Haslip, Jimmy (* 1951), US-amerikanischer Jazzbassist

### Haslm
- Haslmayr, Adam (* 1562), Südtiroler Theosoph und Musiker

### Haslo
- Haslob, Harm (* 1942), deutscher Architekt
- Haslob, Michael († 1589), deutscher Dichter und Humanist
- Hasløv, Bjørn (* 1941), dänischer Ruderer

### Haslr
- Haslroither, Gerhard (1842–1917), österreichischer Zisterzienser und Abt des Stiftes Schlierbach

### Haslu
- Hasluck, Alexandra (1908–1993), australische Schriftstellerin
- Hasluck, Frederick William (1878–1920), englischer Althistoriker und Archäologe
- Hasluck, Margaret (1885–1948), schottische Geographin, Linguistin, Archäologin und Volkskundlerin
- Hasluck, Paul (1905–1993), australischer Politiker, Generalgouverneur und Außenminister
- Haslum, Ewa Skoog (* 1968), schwedische Marineoffizierin
- Haslum, Marianne (* 1974), norwegische Curlerin
- Haslund, Ebba (1917–2009), norwegische Schriftstellerin

### Haslw
- Haslwanter, Lukas (* 2000), österreichischer American-Football-Spieler
- Haslwanter, Patrick (* 1984), österreichischer Politiker (FPÖ), Landtagsabgeordneter in Tirol